# Festival de la Canción de Eurovisión 1957

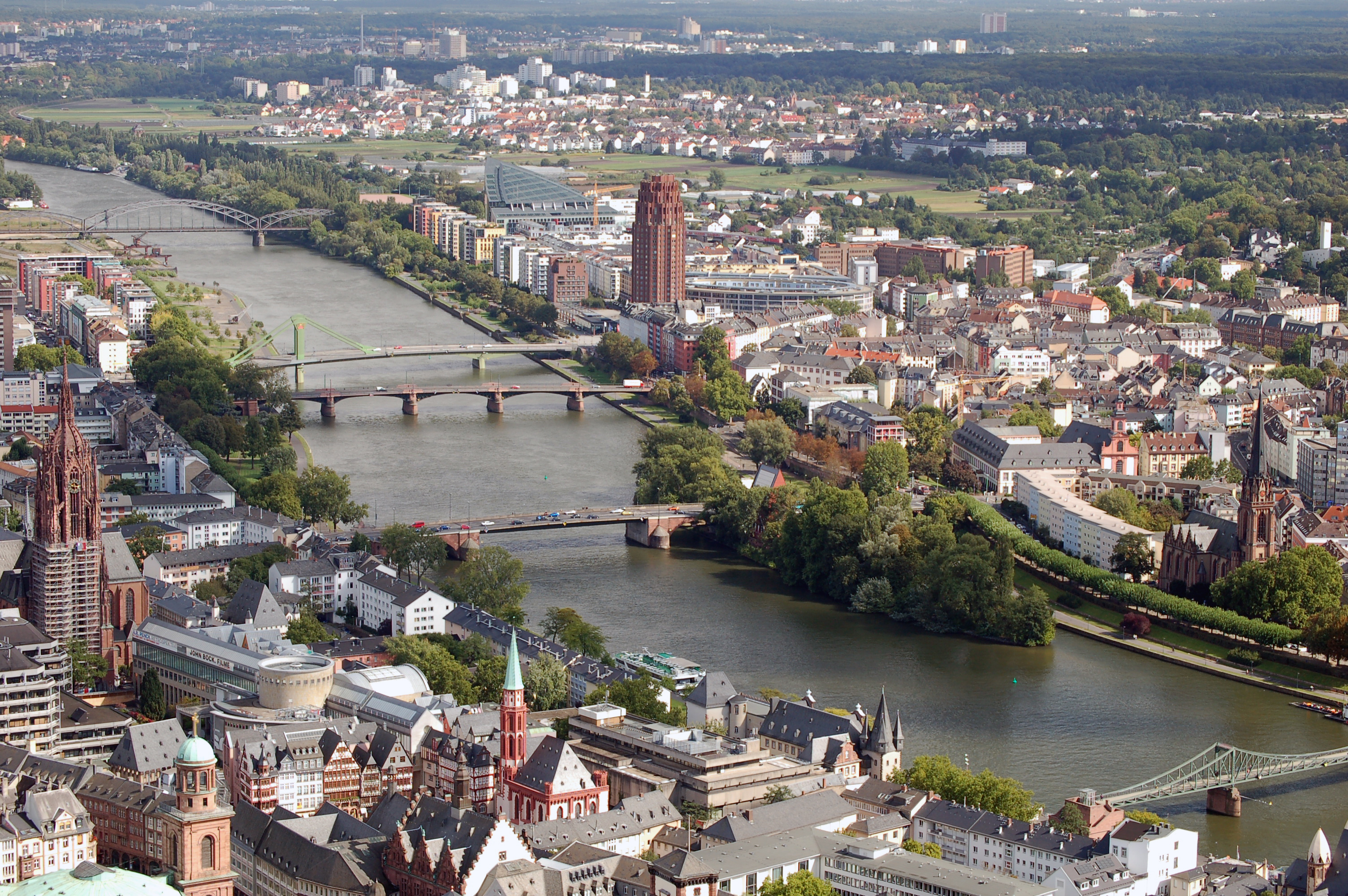
Fráncfort del Meno, sede del festival de 1957.

El II Festival de la Canción de Eurovisión tuvo lugar el 3 de marzo de 1957 en Fráncfort del Meno, Alemania Occidental. La presentadora fue Anaid Iplicjian y la victoria fue para Corry Brokken de los Países Bajos, con el tema «Net als toen».
La segunda edición de este programa fue principalmente un programa radiofónico, pero se incrementó considerablemente el número de espectadores a través de la televisión. Aunque Suiza había ganado la primera edición de 1956, no fue la organizadora debido a que se negó a acoger el festival por segunda vez, al haberlo organizado la edición anterior. En su lugar la UER decidió celebrar el festival en Alemania Occidental.
Como novedad en esta edición, se permitió la participación de dúos además de solistas. Solo Dinamarca envió un dúo formado por Birthe Wilke y Gustav Winckler, el cual dio a los espectadores el beso más largo en el escenario en la historia del certamen hasta la fecha, pero no fue suficiente para ganar y terminó tercero.
En el festival de este año, hubo una gran disparidad en la duración de las canciones participantes (el tema italiano duraba 5:09 minutos, mientras que el británico solo 1:52 minutos). Había un límite recomendado de 3:30 por canción, pero a pesar de las duras protestas para que se descalificara la canción italiana, este límite no era vinculante y se permitió su participación. Este incidente y otros similares en años posteriores provocaron que a partir de 1962 se estableciera un límite vinculante de 3 minutos para cada canción.
En 1957 fue la primera vez en la que el proceso de votación fue público, lo que hoy es una de las principales características del Festival de Eurovisión. Además, fue la primera edición en la que se contactó con los jurados por teléfono. También se estableció que los jurados nacionales no podían votar por su propia canción, norma que no existió en la primera edición del festival.
En esta edición fue cuando se escuchó por primera vez el idioma español en el festival, cuatro años antes de la entrada de España en la competición. La canción alemana, «Telefon, Telefon», de Margot Hielscher, incluía frases en varios idiomas, uno de ellos el español.

## Países participantes
| País y TV               | Título original de la canción   | Artista                                                   | Proceso y fecha de selección                      |
| País y TV               | Traducción al español           | Idiomas de interpretación                                 | Proceso y fecha de selección                      |
| ----------------------- | ------------------------------- | --------------------------------------------------------- | ------------------------------------------------- |
| Alemania Occidental ARD | «Telefon, Telefon»              | Margot Hielscher                                          | Final nacional, 17-02-57                          |
| Alemania Occidental ARD | Teléfono, teléfono              | Alemán, con frases en francés, inglés, italiano y español | Final nacional, 17-02-57                          |
| Austria · ORF           | «Wohin, kleines Pony?»          | Bob Martin                                                | Elección interna                                  |
| Austria · ORF           | ¿A dónde, pequeño poni?         | Alemán                                                    | Elección interna                                  |
| Bélgica · NIR           | «Straatdeuntje»                 | Bobbejaan Schoepen                                        | De T.V. Maakt Muziek                              |
| Bélgica · NIR           | Melodía callejera               | Neerlandés                                                | De T.V. Maakt Muziek                              |
| Dinamarca DSR           | «Skibet skal sejle i nat»       | Birthe Wilke & Gustav Winckler                            | Dansk Melodi Grand Prix, 17-02-57                 |
| Dinamarca DSR           | El barco zarpará esta noche     | Danés                                                     | Dansk Melodi Grand Prix, 17-02-57                 |
| Francia RTF             | «La belle amour»                | Paule Desjardins                                          | Elección interna                                  |
| Francia RTF             | El bello amor                   | Francés                                                   | Elección interna                                  |
| Italia · RAI            | «Corde della mia chitarra»      | Nunzio Gallo                                              | Festival de la Canción de San Remo 1957, 09-02-57 |
| Italia · RAI            | Cuerdas de mi guitarra          | Italiano                                                  | Festival de la Canción de San Remo 1957, 09-02-57 |
| Luxemburgo CLT          | «Amours mortes (Tant de peine)» | Danièle Dupré                                             | Elección interna                                  |
| Luxemburgo CLT          | Amores muertos (tanto dolor)    | Francés                                                   | Elección interna                                  |
| Países Bajos · NTS      | «Net als toen»                  | Corry Brokken                                             | Nationaal Songfestival 1957, 03-02-57             |
| Países Bajos · NTS      | Tal como entonces               | Neerlandés                                                | Nationaal Songfestival 1957, 03-02-57             |
| Reino Unido BBC         | «All»                           | Patricia Bredin                                           | A Song for Europe 1957, 12-02-57                  |
| Reino Unido BBC         | Todo                            | Inglés                                                    | A Song for Europe 1957, 12-02-57                  |
| Suiza · SSR SRG         | «L'enfant que j'étais»          | Lys Assia                                                 | Final nacional, 11-02-57                          |
| Suiza · SSR SRG         | La niña que solía ser           | Francés                                                   | Final nacional, 11-02-57                          |

### Directores de orquesta
- Bélgica - Willy Berking
- Luxemburgo - Willy Berking
- Reino Unido - Eric Robinson
- Italia - Armando Trovajoli
- Austria - Carl de Groof
- Países Bajos - Dolf van der Linden
- Alemania Occidental - Willy Berking
- Francia - Paul Durand
- Dinamarca - Kai Mortensen
- Suiza - Willy Berking[2]

## Resultados
Desde el principio de las votaciones, los Países Bajos, encabezaron la clasificación, llevándole una ventaja considerable al segundo clasificado. No bajó del primer puesto en toda la votación.
| N.º | País                | Intérprete                     | Canción                    | Lugar | Pts. |
| --- | ------------------- | ------------------------------ | -------------------------- | ----- | ---- |
| 01  | Bélgica             | Bobbejaan Schoepen             | «Straatdeuntje»            | 8     | 5    |
| 02  | Luxemburgo          | Danièle Dupré                  | «Amours mortes»            | 4     | 8    |
| 03  | Reino Unido         | Patricia Bredin                | «All»                      | 7     | 6    |
| 04  | Italia              | Nunzio Gallo                   | «Corde della mia chitarra» | 6     | 7    |
| 05  | Austria             | Bob Martin                     | «Wohin, kleines Pony?»     | 10    | 3    |
| 06  | Países Bajos        | Corry Brokken                  | «Net als toen»             | 1     | 31   |
| 07  | Alemania Occidental | Margot Hielscher               | «Telefon, Telefon»         | 4     | 8    |
| 08  | Francia             | Paule Desjardins               | «La belle amour»           | 2     | 17   |
| 09  | Dinamarca           | Birthe Wilke & Gustav Winckler | «Skibet skal sejle i nat»  | 3     | 10   |
| 10  | Suiza               | Lys Assia                      | «L'enfant que j'étais»     | 8     | 5    |

## Tabla de resultados
|                                                |                    | Jurados               | Jurados                 | Jurados           | Jurados            | Jurados                     | Jurados             | Jurados            | Jurados              | Jurados          | Jurados | Jurados |
| Total                                          | Bandera de Bélgica | Bandera de Luxemburgo | Bandera del Reino Unido | Bandera de Italia | Bandera de Austria | Bandera de los Países Bajos | Bandera de Alemania | Bandera de Francia | Bandera de Dinamarca | Bandera de Suiza |         |         |
| ---------------------------------------------- | ------------------ | --------------------- | ----------------------- | ----------------- | ------------------ | --------------------------- | ------------------- | ------------------ | -------------------- | ---------------- | ------- | ------- |
|                                                | Bélgica            | 5                     |                         | 0                 | 0                  | 0                           | 0                   | 0                  | 2                    | 0                | 2       | 1       |
| Luxemburgo                                     | 8                  | 0                     |                         | 1                 | 4                  | 3                           | 0                   | 0                  | 0                    | 0                | 0       |         |
| Reino Unido                                    | 6                  | 1                     | 1                       |                   | 0                  | 1                           | 1                   | 0                  | 0                    | 0                | 2       |         |
| Italia                                         | 7                  | 1                     | 1                       | 2                 |                    | 0                           | 2                   | 0                  | 0                    | 1                | 0       |         |
| Austria                                        | 3                  | 0                     | 0                       | 2                 | 0                  |                             | 1                   | 0                  | 0                    | 0                | 0       |         |
| Países Bajos                                   | 31                 | 5                     | 3                       | 1                 | 1                  | 6                           |                     | 1                  | 4                    | 3                | 7       |         |
| Alemania Occidental                            | 8                  | 1                     | 0                       | 0                 | 1                  | 0                           | 0                   |                    | 6                    | 0                | 0       |         |
| Francia                                        | 17                 | 2                     | 4                       | 2                 | 0                  | 0                           | 1                   | 6                  |                      | 2                | 0       |         |
| Dinamarca                                      | 10                 | 0                     | 0                       | 2                 | 3                  | 0                           | 5                   | 0                  | 0                    |                  | 0       |         |
| Suiza                                          | 5                  | 0                     | 1                       | 0                 | 1                  | 0                           | 0                   | 1                  | 0                    | 2                |         |         |
| La tabla está ordenada por orden de aparición. |                    |                       |                         |                   |                    |                             |                     |                    |                      |                  |         |         |

### Portavoces
- Suiza - Mäni Weber
- Dinamarca -
- Francia - Claude Darget
- Alemania Occidental - Joachim Fuchsberger
- Países Bajos - Willem Duys
- Austria -
- Italia - Nunzio Filogamo
- Reino Unido - David Jacobs
- Luxemburgo -
- Bélgica - Bert Leysen[3]

### Comentaristas
- Austria - Emil Kollpacher (ORF)
- Bélgica - Anton Peters (NIR), Janine Lambotte (INR)
- Dinamarca - Gunnar Hansen (Statsradiofonien TV)
- Francia - Robert Beauvais (RTF)[4]
- Alemania Occidental - Wolf Mittler (Deutsches Fernsehen)
- Luxemburgo - Jacques Navadic (Télé-Luxembourg)
- Italia - Bianca Maria Piccinino (Programma Nazionale)
- Países Bajos - Piet te Nuyl (NTS)[5]
- Suiza - Georges Hardy (TSR)
- Reino Unido - Berkeley Smith (BBC Television Service), Tom Sloan (BBC Light Programme)
- Suecia (País no participante) - Nils Linnman (Radiotjänst TV)[6]